# Saulo Fernandes
Saulo Jorge Fernandes Navarro de Oliveira (Barreiras, 9 de setembro de 1977) é um cantor, compositor, instrumentista e produtor brasileiro. Começou a carreira cantando na banda Chica Fé, saiu para comandar a Banda Eva no lugar da cantora Emanuelle Araújo, onde ficou 11 anos até a sua saída no carnaval de 2013, seguindo em carreira solo.

## Carreira

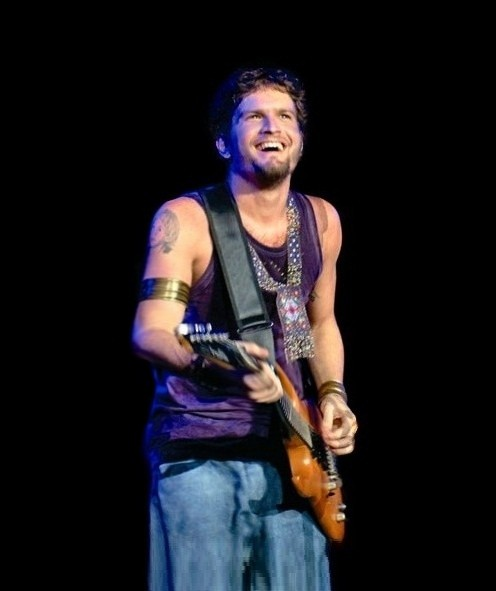
Saulo durante show em 2005.

Em 1996 formou a banda Chica Fé, onde mesclava samba reggae e axé. Em 2001 recebeu o prêmio de cantor revelação do carnaval. Em 2002, Saulo Fernandes recebeu o convite para comandar a Banda Eva, no lugar da cantora Emmanuele Araújo, onde permaneceu por quase onze anos. Em 2013 o cantor recebeu o prêmio de melhor cantor do carnaval. Nesse mesmo ano sai da Banda Eva e grava o primeiro álbum ao vivo em carreira solo, “Saulo ao Vivo”. O show foi gravado na Concha Acústica em Salvador, nos dias 6 e 7 de abril, sendo lançado no dia 12 de novembro. Em abril de 2014 inicia sua “Turnê Saulo ao Vivo” no Rio de Janeiro. Entre as músicas do álbum “Saulo ao Vivo” destacam-se: “Raiz de todo bem”, “Preta”, “Só Por Ti”, “Singela Bruta”, “Azamoa”, "Não precisa mudar", entre outras. 
Em 2015 o cantor lançou no dia 2 de junho, seu segundo álbum em carreira solo, ''Baiuno''. No dia 11 de julho Saulo inicio a turnê ''Baiuno'' em Brasilia, a qual conta com um pocket show, voz e violão, um dia antes do show da turnê, esse acontece em livrarias de todas as cidades que recebe o show da turnê. Durante um show da turnê em Recife, Saulo agradeceu a recepção do público para com o álbum e disse que essa aceitação era de extrema importância já que daqui pra frente é esse o estilo que ele vai levar na sua carreira. Entre as músicas do álbum ''Baiuno'' destacam-se ''Tambor Menino'', ''Floresça'', ''Outra Vez'' e ''Veloso Cidade''.

### Parceria com Ivete Sangalo
A amizade de Saulo e Ivete vai muito além dos palcos. Ivete e Saulo, que se chamam carinhosamente de Maria e Xaulo, se conheceram quando o cantor assumiu o comando da Banda Eva. Em 2005 Ivete foi convidada para cantar no DVD Eva 25 anos, a música escolhida foi "Não Me Conte Seus Problemas", composição de Ivete Sangalo que logo virou hit no país inteiro. Na mesma ocasião os dois ainda cantaram as músicas "Manda Ver" e "Flores", sucessos do tempo que a baiana liderava a banda. Dois anos depois foi a vez de Saulo compor uma música e gravar com Ivete, os dois cantaram juntos "Não Precisa Mudar", que rapidamente alcançou a liderança das rádios de todo o país. A parceria dos dois não parou só nas participações especiais, em 2008 os dois lançaram juntos o álbum A Casa Amarela, um disco direcionado ao público infantil e que teve boa recepção da crítica. 

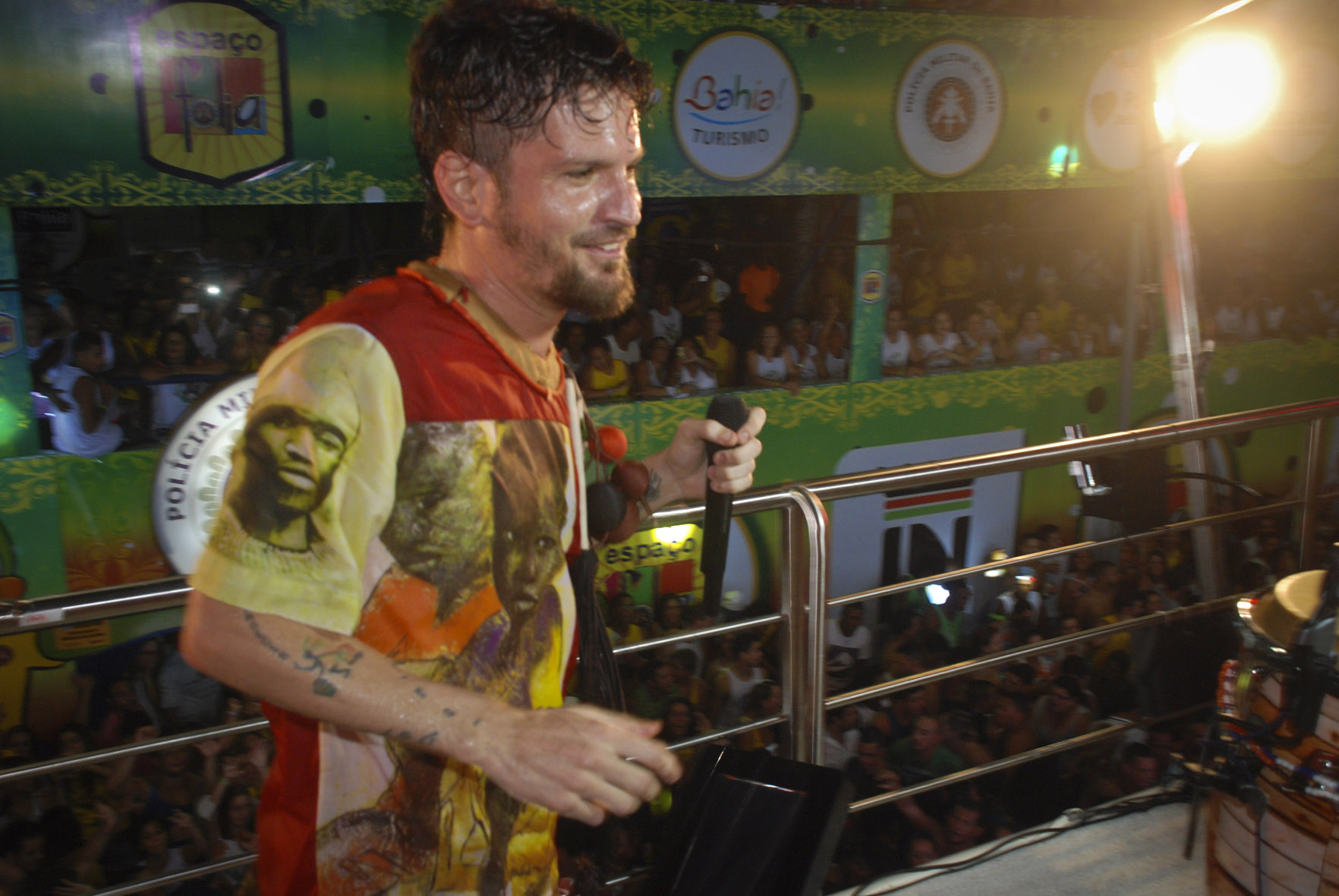
Saulo durante o Carnaval de 2014.

E mesmo após a saída do cantor da Banda Eva os laços dos dois seguiu firme e forte, em abril de 2013 Saulo gravou o seu primeiro DVD da carreira solo e como não poderia ser diferente, Ivete Sangalo fez uma participação na faixa "União", uma música que retrata bem a amizade dos dois durante todos esses anos. Em dezembro do mesmo ano os dois se reuniram para mais uma parceria, agora na gravação do DVD que comemora 20 anos da cantora, os dois regravaram a música Cruisin, sucesso dos anos 80 que caiu muito bem nessa nova versão. Durante todos esses anos as demonstrações de amor e carinho foram imensas, sempre fazendo participações em shows, programas de TV's, um sempre fez questão de citar o outro nas entrevistas, sempre falando do que aprenderam um como outro. Saulo já fez duas participações em shows da Ivete no Festival de Verão de Salvador, e Ivete fez uma versão voz e violão da música "Baianidade Nagô" em homenagem a Saulo. 
Mas como nem tudo são flores, no início de 2015 boatos sobre uma possível briga entre os dois começaram a surgir, em março foi confirmado o desligamento de Saulo com a empresa IESSI Music Entertainement que até então cuidava da carreira do cantor. No aniversário da musa baiana, Saulo que sempre costuma fazer um poema para Ivete não postou nada, o que aumentou ainda mais a desconfiança de um possível desentendimento entre os dois. No aniversário do Saulo, Ivete postou em suas redes sociais uma foto onde os dois aparecem abraçados e na legenda apenas um coração. Essa foi a única interação dos dois durante o ano e sempre que são perguntados um sobre o outro eles procuram desconversar e evitar dar qualquer explicação.

## Vida pessoal

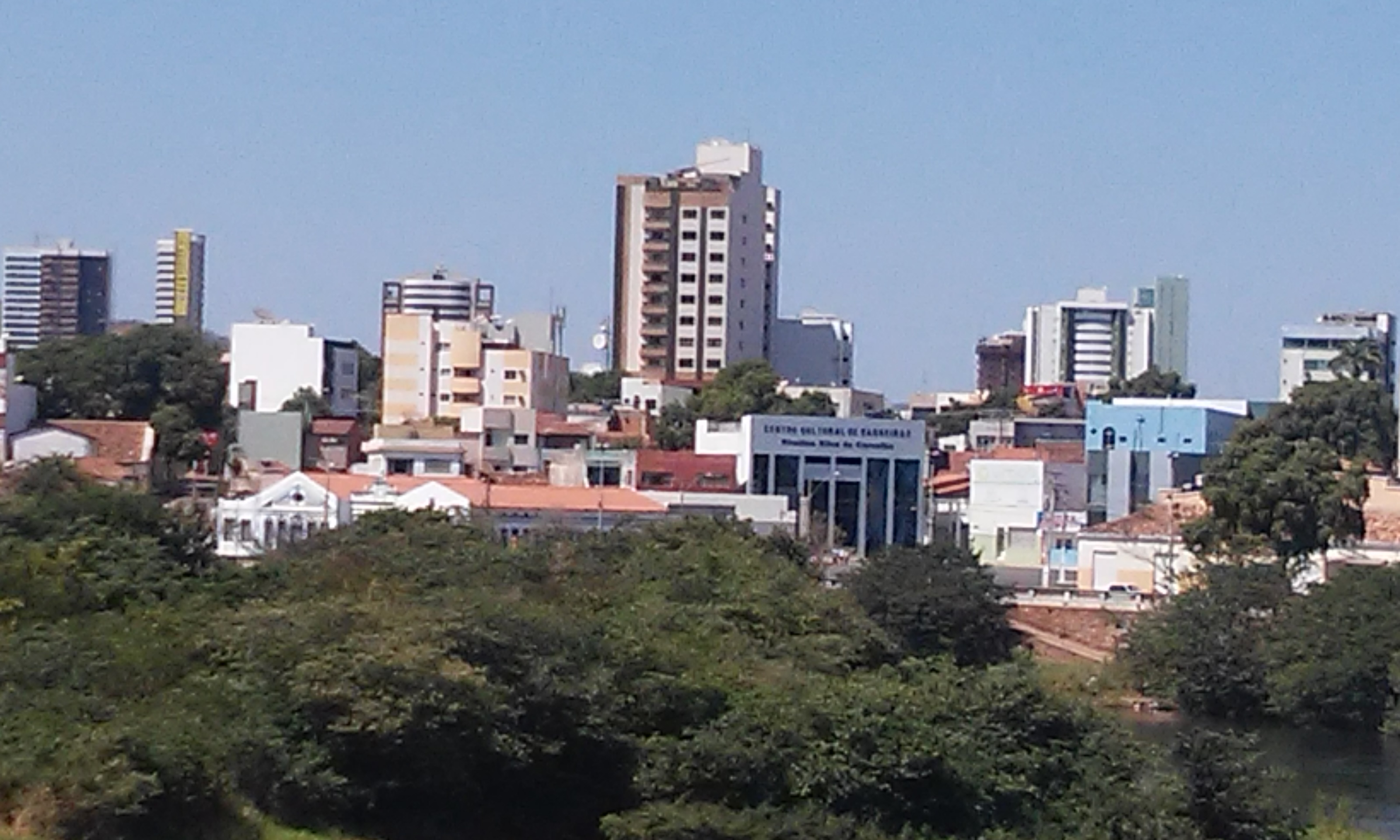
Barreiras, cidade natal de Saulo.

Saulo é baiano, natural de Barreiras na região oeste do estado e é o quarto filho de dona  Estela e seu Jorge, o irmão de Silvana, Sheyla, Shirlaine e Sergio. Começou a se interessar por música ainda pequeno, por influência da família, fez sua primeira apresentação em público, aos dez anos de idade, junto com o seu tio Bosco Fernandes em um trio elétrico. 
| “ | “Orgulho-me de ter sido escolhido pela música desde bem cedo” | ” |

Aos 14 anos gravou o primeiro LP, batizado de Falando de Esperança, que reunia composições do tio e duas faixas de autoria do próprio Saulo. Aos dezoito anos, Saulo foi morar em Vitória (ES) e iniciou sua carreira musical cantando nos carnavais da cidade.
Saulo tem arrastado multidões por onde passa. Com seu estilo marcante e repertório eclético, o artista cativa multidões também pelo seu engajamento em projetos sociais por todo Brasil. Em maio de 2014, por exemplo, o artista raspou a cabeça em uma campanha em prol das crianças com câncer do Hospital da Criança Martagão Gesteira.

## Discografia
Álbuns em estúdio
- Baiuno (2015)
- O Azul e o Sol (2017)
- Aetd+ (2022)
- Acho que é Axé (2023)
- Quem Me Ensinou, Pt. 01 (2024)

EP's
- É a Bahia (2025)

Álbuns ao vivo
- Saulo ao Vivo (2013)
- Sol Lua Sol (2019)

Álbum de estúdio colaborativos
- A Casa Amarela (com Ivete Sangalo) (2008)